# Türelüre-Lißje

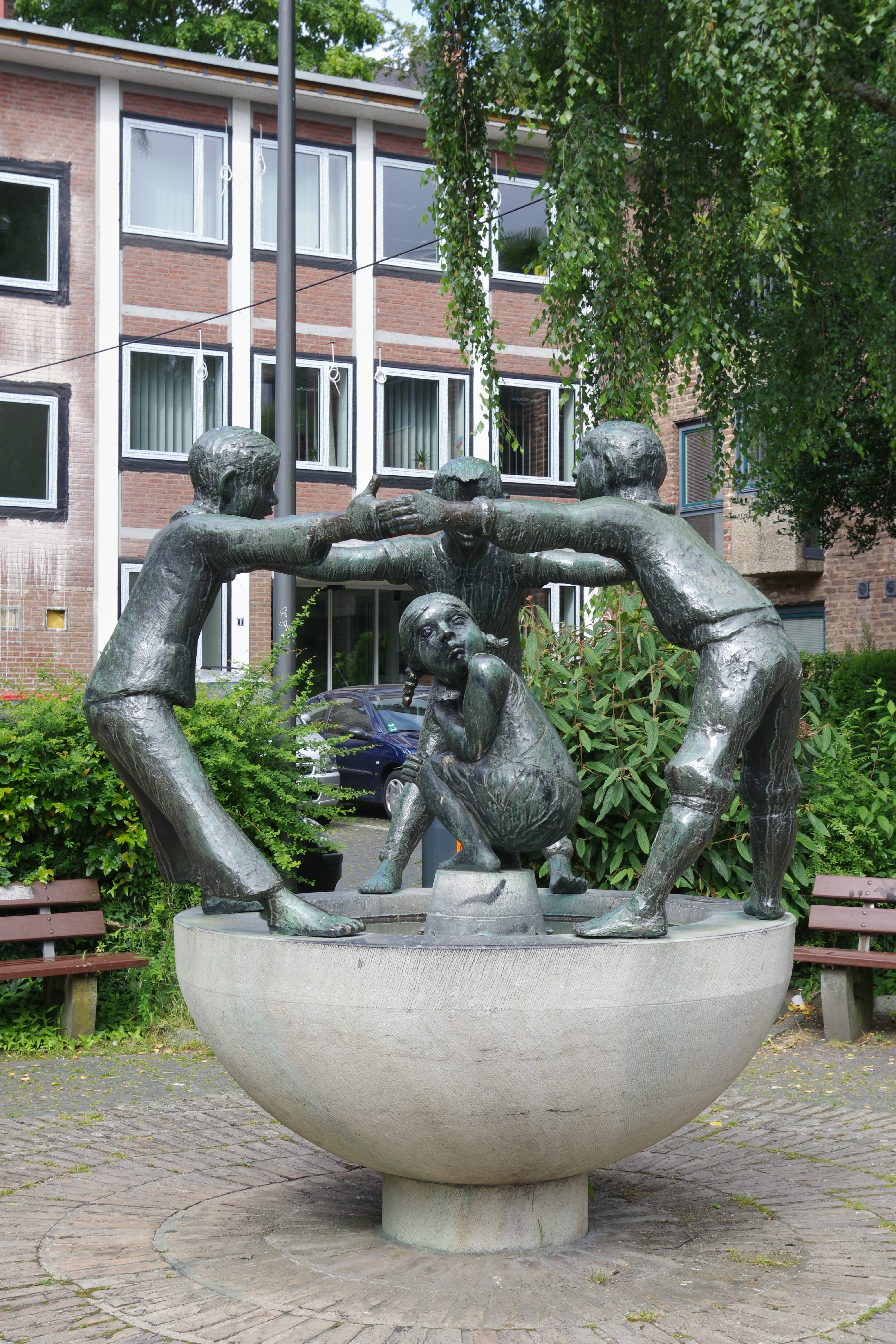
Brunnen

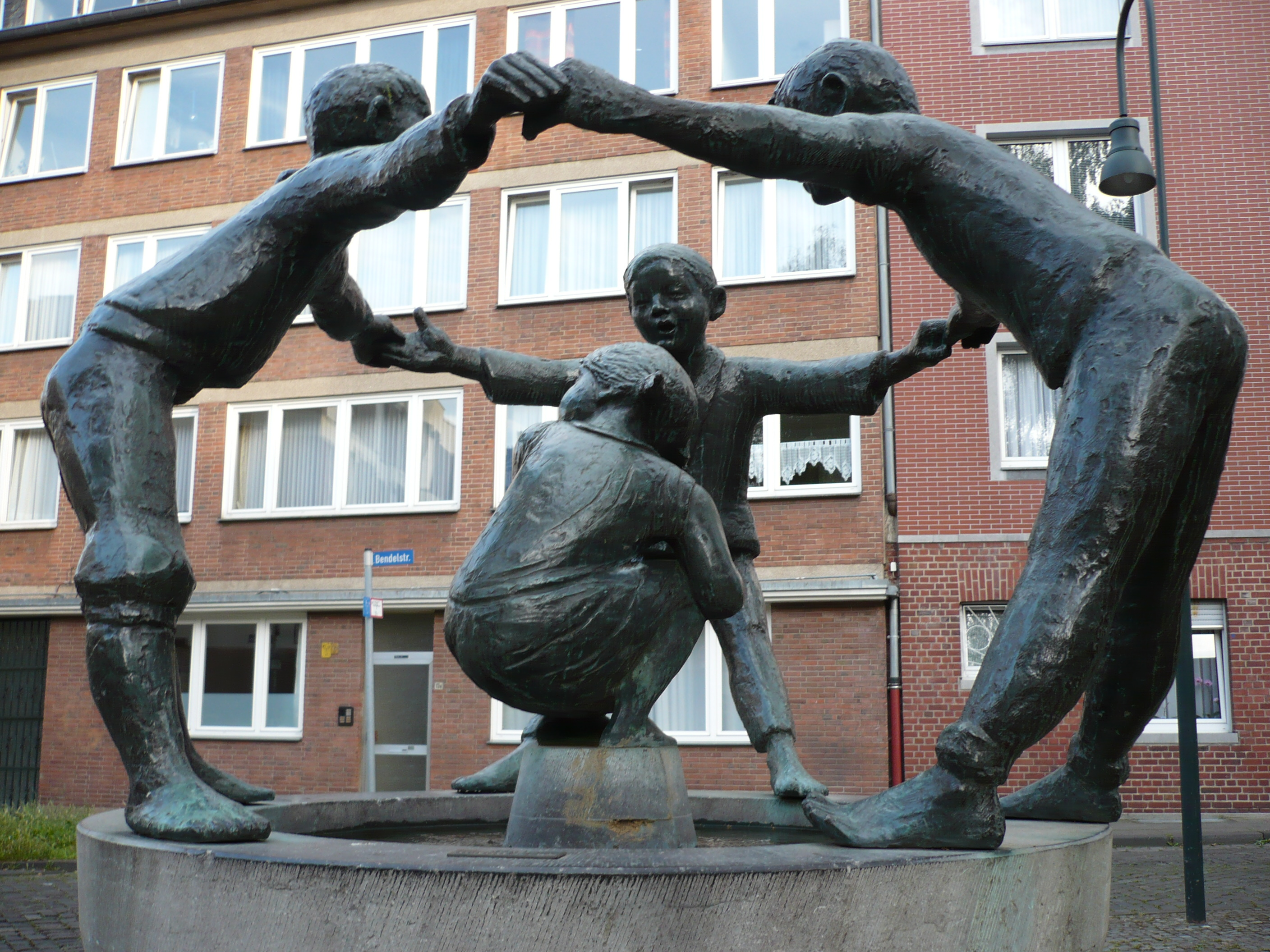
Figuren

Türelüre-Lißje, auch Turelure-Lieschen oder Türelüre-Loetche, ist der Name einer legendären Aachener Figur, der ein seit dem 19. November 1967 eingangs der Klappergasse stehendes Brunnendenkmal des Aachener Bildhauers Hubert Löneke gewidmet ist.

## Das Denkmal
Der Brunnen zeigt die Szene der Erzählung, in der ein Mädchen, das Türelüre-Lißje, von schelmenhaften, um sie Ringelrein tanzenden Buben aufgehalten und gehindert wird, eine Toilette aufzusuchen, bis es dafür zu spät ist.
Der eigentümliche Beiname des sagenhaften Lieschens Türelüre oder Turelure wird als aus der Zeit französischer Besatzung des Rheinlands (1794–1814) stammend gedeutet. An der Klappergasse bei der Pau stand eine Mühle, deren eintönige Betriebsgeräusche mit der damals geläufigen Redewendung la même turelure (sinngemäß „dieselbe Leier“, wörtlich „derselbe Dudelsack“) belegt wurden, was der Volksmund abkürzte. Möglich erscheint auch die Deutung als französisch patronymer Familienname Turlin.
Das Lied Türelüre-Lißche uus Klapperjaaß wird in Aachen viel besungen. Bereits in der zweiten Hälfte des 19. Jahrhunderts wurde das mündlich tradierte Volks- und Kinderlied aufgezeichnet. Hein Görgen, Johannes Claßen und andere dichteten leicht abgewandelte Formen.
Die Anregung zu dem modernen Brunnen kam von dem Aachener Ehrenobermeister der Schreinerinnung und langjährigen Stadtrat, Alois Stüttgen. Der Brunnen besteht aus einer Granitschale, die aus einem acht Tonnen schweren Block aus Dinant an der Maas gehauen wurde und auf einem einstufigen Podest aus rotem Backstein steht. Auf der Schale steht die Bronzeplastik Lönekes, in deren Mitte Lieschen und auf dem Rand die Schelme. Gegossen wurde die Arbeit von Johann Schnitzler aus Frechen bei Köln. Der Brunnen wurde am 18. November 1967 eingangs der Klappergasse an der Ecke Rennbahn/Bendelstraße enthüllt. Er wird aus der Pau gespeist.

## Liedtext
Türelüre-Lißje uus Klapperjaaß

Wovör hat dat Kengsche et Böksje esue naaß

Haue die Schelme va Jonge jeddooe

Haue dat Kengsche net pesse losse jooeh

Türelüre-Lißje uus Klapperjaaß

Dovör hat dat Kengsche et Böksje esue naaß